# Пенчо Чанев
Пенчо Василев Чанев е български политик, в три последователни мандата е кмет на община Златарица, издигнат от ВМРО – БНД.

## Биография
Пенчо Чанев е роден на 7 октомври 1970 година в град Велико Търново, България. Завършва СПТУ по механизация на селското стопанство в Златарица. През 1998 година завършва специалност „Право“ в Бургаския свободен университет. В периода от 2000 до 2007 година работи като юрисконсулт в МОБАЛ „Стефан Черкезов“ във Велико Търново.

### Политическа кариера
В периода от 1998 до 2000 година Чанев е регионален координатор на ВМРО за областите Бургас, Ямбол и Сливен. Основава структурата на ВМРО в Златарица. Два поредни мандата е общински съветник и кмет от ВМРО в Златарица. През март 2007 година става член на Националния съвет на ВМРО.

#### Избори
На местните избори през 2007 година е избран за кмет от листата на Коалиция „Възход“ (НДСВ, ВМРО – БНД, СДС). На първи тур получава 23,41 %, и е втори след бившия кмет Стефан Добрев, който получава 39,56 %. На втори тур побеждава с 50,74 %.
На местните избори през 2011 година е избран за кмет от листата на ВМРО – БНД. На първи тур получава 35,65 %, втори след него е Стефан Добрев от коалиция „Заедно за община Златарица“ (СДС, ДПС) с 24,68 %. На втори тур побеждава с 51,45 %